# Особисте життя Кузяєва Валентина
«Особисте життя Кузяєва Валентина» (рос. «Личная жизнь Кузяева Валентина») — російський радянський художній фільм, знятий режисерами Іллею Авербахом та Ігорем Масленниковим.

## Зміст
Валентин потрапляє на телебачення, де у нього беруть інтерв'ю для молодіжної передачі. Перед самим ефіром йому дають список питань для підготовки. На перший погляд анкета найпростіша. Та виявляється, що Валик не може відповісти сам собі на багато елементарних питань про власне життя. Тоді старшокласник вирішує вести щоденник, щоб розібратися у своєму внутрішньому світі.